# Twenty Vodka Jellies
| Recensione | Giudizio |
| ---------- | -------- |
| AllMusic   | [ 1 ]    |

20 Vodka Jellies è un album prodotto in studio del cantautore scozzese Momus, pubblicato nel 1996. Come esplicitamente scritto in copertina, è «un assortimento di curiosità e di rarità», ovvero una collezione di materiale fino a quel momento mai rilasciato, come demo, lati B, outtakes e veri e propri inediti. Alcuni di questi rappresentano i primi passi nel genere dello Shibuya-kei (come Nikon 2 e Giapponese a Roma, la prima cantata in giapponese e la seconda in italiano). Lo Shibuya-kei diventerà poi predominante nella futura produzione dell'artista. Accolta molto positivamente dalla critica, l'antologia è stata definita «uno dei prodotti più forti e più accessibili di Momus.»

## Tracce
1. I Am a Kitten - 2:48
2. Vogue Bambini - 3:05
3. The Poisoners - 3:13
4. Nikon 2 - 3:29
5. Giapponese A Roma - 3:23
6. Paolo - 5:05
7. The End of History - 4:07
8. London 1888 - 4:30
9. Streetlamp Soliloquy - 4:18
10. An Inflatable Doll - 2:49
11. Saved - 3:40
12. Someone - 3:33
13. Howard Hughes - 3:16
14. Three Beasts - 3:57
15. Good Morning World - 3:33
16. Germania - 3:23
17. The Girl with No Body - 2:49
18. Radiant Night - 4:42
19. Orgasm Addict (cover dei Buzzcocks) - 4:23
20. Nobody - 4:12